# Luchèse de Poggibonsi
Luchesio Modestini, connu comme Luchèse de Poggibonsi (en italien Lucchese da Poggibonsi voire Lucesio, Lucio ou Lucchesio), né v. 1180 à  Gaggiano, bourg de Poggibonsi, dans l'actuelle province de Sienne et mort le 28 avril 1250 à Poggibonsi, est un bienheureux catholique italien du XIIIe siècle, devenu le premier tertiaire franciscain.

## Biographie
Luchèse nait vers 1180 sans doute à Gaggiano (aujourd'hui Cedda, un hameau de Poggibonsi) dans une famille de petits agriculteurs. Il est durant sa jeunesse l'ami de François d'Assise. Du parti guelfe, il participe aux luttes italiennes. Réfugié à Poggibonsi après avoir abandonné la carrière des armes, il acquiert sa fortune dans le commerce de grain. Marié avec Bonne (Buona, surnommée Buonadonna) de Segni, femme issue de la noblesse, il se complait dans la jouissance de ses biens. Un jour de 1221, ils entendent François prêcher à Poggibonsi, et touchés par ses paroles, ils décident de vivre comme lui après l'avoir accueilli chez eux. Ils se convertissent, et demandent à François de fonder un ordre franciscain réservé aux laïcs. Le Tiers-Ordre franciscain naît de cette initiative. 
Il meurt le 28 avril 1250, le même jour que sa femme, après avoir eu une vie de prière et de charité.

## Culte et béatification
Le culte de Luchèse et de son épouse commença immédiatement après leur mort et l'église que le couple avait lui-même contribué à construire, en donnant le reste de leurs capitaux, consacrée d'abord à François d'Assise, fut ensuite dédiée à Luchèse : selon la tradition, le couple mourut le même jour.
Luchèse fut béatifié par l'Église catholique, ainsi que sa femme. Tous les deux sont fêtés le jour anniversaire de leur mort, le 28 avril.
Ses reliques, qui se trouvent dans la basilique mineure du couvent San Lucchese à Poggibonsi, sont toujours vénérées par les pèlerins.